# هرمودوروس
هرمودوروس معمار رومی، از اهالی سالامیس بود که در در نیمهٴ دوم سدهٴ دوم ق م در روم برآمد. معماری برخی بناهای تاریخ روم را به او نسبت می دهند.
به گفتهٴ سیسرون در خطابه‌ها، کتاب ۲، بند ۶۲، هرمودوروس طراح حوضچهٴ کشتی‌سازی در روم است.